# Joxe Azurmendi
Joxe Azurmendi Otaegi, né le 19 mars 1941 et mort le 1er juillet 2025, est un écrivain philosophe, essayiste et poète basque.
Professeur de philosophie à l'Université du Pays basque, il est directeur de la maison d'édition Jakin irakurgaiak et a également collaboré à Klasikoak, spécialisée dans la publication de traductions d'ouvrages philosophiques. Il est l'un des fondateurs de l'école d'été universitaire basque (Udako Euskal Unibertsitatea). En 2010, il devient membre honoraire de l'Académie de la langue basque.
Il a publié plusieurs ouvrages sur des sujets variés tels l'éthique, la politique, la philosophie du langage humain, la technologie et la littérature basque.

## Biographie
Joxe Azurmendi a étudié la philosophie, et la théologie à l'Université du Pays Basque, à Rome et à Münster. 
Au début des années 1960, il rejoint le mouvement culturel né autour de la revue Jakin, dont il est d'ailleurs le directeur lorsqu'elle est interdite pour la première fois par le régime franquiste. Il collabore étroitement et sans interruption avec la revue depuis sa restauration[Quand ?]. Dans cette publication, il aborde les problèmes de la société basque face aux penseurs européens. Au début des années 1970, il concentre son attention sur la diffusion de la littérature de base en langue basque sur des sujets qui étaient alors vivement débattus au Pays basque, la nation, le socialisme, l'internationalisme, etc. Dans les années 1980, il commence à enseigner à l'Université du Pays basque et, en 1984, il soutient sa thèse sur José Maria Arizmendiarrieta, le fondateur du mouvement coopératif de Mondragon, dans laquelle il soutient que le projet d'Arizmendiarrieta vise à unir les individus et la société sous une organisation qui combine à la fois le socialisme et le personnalisme français. 
En 1992, il publie ce qui deviendra son ouvrage le plus célèbre : Espainolak eta euskaldunak (Les Espagnols et les Basques). Cet ouvrage, publié par Elkar, est une réponse à un texte de Sánchez-Albornoz qui affirmait : « Les Basques sont le dernier peuple civilisé d’Espagne ; ils ont mille ans de civilisation de moins que tout autre peuple… Ce sont des gens rudes et simples qui se considèrent néanmoins comme les enfants de Dieu et les héritiers de sa gloire. Mais ils ne sont en réalité que des Espagnols non romanisés ». L’essai d’Azurmendi réfute et démantèle les stéréotypes entretenus sur les Basques, par certains intellectuels espagnols. 
C'est cependant à l'aube du nouveau millénaire que l'œuvre d'Azurmendi atteint son apogée. Au début du XXIe siècle, il publie la trilogie composée de « Espainiaren arimaz » (2006, Elkar), « Humboldt. Hizkuntza eta pentsamendua » (2007, UEU) et « Volksgeist. Herri gogoa » (2008, Elkar). Dans cette trilogie, Joxe Azurmendi dévoile certaines de ses réflexions les plus marquantes.
En 2009, Azurmendi a publié son ouvrage le plus personnel, Azken egunak Gandiagarekin (Les derniers jours avec Gandiaga), dans lequel il réfléchit aux différentes formes de rationalité au sein de la philosophie des sciences, de la philosophie de la religion et de l'anthropologie philosophique. Sa principale thèse est que la rationalité scientifique nous a privés du langage nécessaire pour appréhender le sens de la vie. 
Joxe Azurmendi meurt à Saint-Sébastien le 1er juillet 2025, à l'âge de 84 ans.

## Œuvre
La base de données Inguma recense environ 180 textes écrits par Azurmendi.

### Essais
- Hizkuntza, etnia eta marxismoa (1971, Euskal Elkargoa)
- Kolakowski (1972, EFA): co-auteur : Joseba Arregui
- Kultura proletarioaz (1973, Jakin EFA)
- Iraultza sobietarra eta literatura (1975, Gero Mensajero)
- Gizona Abere hutsa da (1975, EFA)
- Zer dugu Orixeren kontra? (1976, EFA Jakin)
- Zer dugu Orixeren alde? (1977, EFA Jakin)
- Artea eta gizartea (1978, Haranburu)
- Errealismo sozialistaz (1978, Haranburu)
- Mirande eta kristautasuna (1978, GAK)
- Arana Goiriren pentsamendu politikoa (1979, Hordago Lur)
- Nazionalismo Internazionalismo Euskadin (1979, Hordago Lur)
- PSOE eta euskal abertzaletasuna (1979, Hordago Lur)
- El hombre cooperativo. Pensamiento de Arizmendiarrieta (1984, Lan Kide Aurrezkia)
  - traduit en japonais sous ホセ・アスルメンディ: アリスメンディアリエタの協同組合哲学 (東大和 : みんけん出版 , 1990)  (ISBN 4-905845-73-4)
- Filosofía personalista y cooperación. Filosofía de Arizmendiarrieta (1984, EHU)
- Schopenhauer, Nietzsche, Spengler, Miranderen pentsamenduan (1989, Susa)
- Miranderen pentsamendua (1989, Susa)
- Gizaberearen bakeak eta gerrak (1991, Elkar)
- Espainolak eta euskaldunak (1992, Elkar)
  - traduit en espagnol sous « Azurmendi, Joxe: Los españoles y los euskaldunes, Hondarribia: Hiru, 1995.  (ISBN 978-84-87524-83-7) »
- Karlos Santamaria. Ideiak eta ekintzak (1994, The Gipuzkoa Provincial Council (non-publié))
- La idea cooperativa: del servicio a la comunidad a su nueva creación (1996, Gizabidea Fundazioa)
- Demokratak eta biolentoak (1997, Elkar)
- Teknikaren meditazioa (1998, Kutxa Fundazioa)
- Oraingo gazte eroak (1998, Enbolike)
- El hecho catalán. El hecho portugués (1999, Hiru)
- Euskal Herria krisian (1999, Elkar)
- La violencia y la búsqueda de nuevos valores (2001, Hiru)
- La presencia de Nietzsche en los pensadores vascos Ramiro de Maeztu y Jon Mirande (2002, Euskalerriaren Adiskideen Elkartea)
- Étienne Salaberry. Bere pentsamenduaz (1903-2003) (2003, Egan)
- Espainiaren arimaz (2006, Elkar)
- Volksgeist. Herri gogoa (2007, Elkar)
- Humboldt. Hizkuntza eta pentsamendua (2007, UEU)
- Azken egunak Gandiagarekin (2009, Elkar)
- Bakea gudan (2012, Txalaparta)
- Barkamena, kondena, tortura (2012, Elkar)
- Karlos Santamariaren pentsamendua (2013, Jakin/EHU)
- Historia, arraza, nazioa (2014, Elkar)
- Gizabere kooperatiboaz (2016, Jakin)
- Hizkuntza, Nazioa, Estatua (2017, Elkar)
- Beltzak, juduak eta beste euskaldun batzuk (2018, Elkar)
- Pentsamenduaren historia Euskal Herrian (2020, EHU-Jakin)
- Europa bezain zaharra (2023, Jakin)

### Poésie
- Hitz berdeak (1971, EFA)
- XX. mendeko poesia kaierak - Joxe Azurmendi (2000, Susa), édition par Koldo Izagirre.

### Articles de journaux
- Articles dans le journal Jakin[8]
- Articles dans le journal Anaitasuna[9]
- Articles dans le journal RIEV[10]

## Prix et distinction
- 1976 : Andima Ibiñagabeitia Prix pour : Espainolak eta euskaldunak[11]
- 1978 : Irun Hiria Prix pour : Mirande eta kristautasuna .
- 1998 : Irun Hiria Prix pour : Teknikaren meditazioa .
- 2005 : Juan San Martin Prix pour : Humboldt: Hizkuntza eta pentsamendua[12].
- 2010 : Euskadi Literatura Saria Prix pour : Azken egunak Gandiagarekin[13].
- 2010 : Ohorezko euskaltzaina par Académie de la langue basque[14].
- 2012 : Eusko Ikaskuntza Prix[15],[16].
- 2012 : Dabilen Elea Prix[17]
- 2014 : Numérisation de toute l’œuvre de Joxe Azurmendi par le conseil de Gipuzkoa[18]
- 2015 : Euskadi Literatura Saria Prix pour : Historia, arraza, nazioa[19]